# Amahl Pellegrino
Amahl William D'vaz Pellegrino (ur. 18 czerwca 1990 w Drammen) – norweski piłkarz występujący na pozycji skrzydłowego w amerykańskim klubie San Jose Earthquakes.

## Kariera klubowa

### Bærum SK
W 2012 roku podpisał kontrakt z klubem Bærum SK. Zadebiutował 1 maja 2012 w meczu Pucharu Norwegii przeciwko Drammen FK (0:2). W OBOS-ligaen zadebiutował 20 maja 2012 w meczu przeciwko Hamarkameratene (1:2). Pierwszą bramkę zdobył 30 czerwca 2012 w meczu ligowym przeciwko Kongsvinger IL (6:2). W sezonie 2012 jego drużyna zajęła 14. miejsce w tabeli i spadła do 2. divisjon. W sezonie 2013 jego zespół zdobył mistrzostwo 2. divisjon i awansował do OBOS-ligaen.

### Lillestrøm SK
4 sierpnia 2014 przeszedł do drużyny Lillestrøm SK. Zadebiutował 14 sierpnia 2014 w meczu Pucharu Norwegii przeciwko Sarpsborg 08 FF (0:2). W Eliteserien zadebiutował 17 sierpnia 2014 w meczu przeciwko Vålerenga Fotball (2:1). Pierwszą bramkę zdobył 22 kwietnia 2015 w meczu Pucharu Norwegii przeciwko Rælingen FK (3:9).

### Mjøndalen IF
11 sierpnia 2015 podpisał kontrakt z zespołem Mjøndalen IF. Zadebiutował 13 sierpnia 2015 w meczu Pucharu Norwegii przeciwko Rosenborg BK (4:0). W Eliteserien zadebiutował 16 sierpnia 2015 w meczu przeciwko FK Haugesund (2:1). Pierwszą bramkę zdobył 30 sierpnia 2015 w meczu ligowym przeciwko Strømsgodset IF (2:4). W sezonie 2015 jego drużyna zajęła przedostatnie miejsce w tabeli i spadła do OBOS-ligaen.

### Strømsgodset IF
1 stycznia 2018 przeszedł do klubu Strømsgodset IF. Zadebiutował 11 marca 2018 w meczu Eliteserien przeciwko Stabæk Fotball (2:2). Pierwszą bramkę zdobył 11 kwietnia 2018 w meczu ligowym przeciwko Tromsø IL (3:1).

### Kristiansund BK
22 sierpnia 2019 podpisał kontrakt z drużyną Kristiansund BK. Zadebiutował 25 sierpnia 2019 w meczu Eliteserien przeciwko Mjøndalen IF (4:0), w którym zdobył swoją pierwszą bramkę.

### Damac FC
25 stycznia 2021 przeszedł do zespołu Damac FC. Zadebiutował 31 stycznia 2021 w meczu Saudi Professional League przeciwko Al Raed (4:2). Pierwszą bramkę zdobył 9 kwietnia 2021 w meczu ligowym przeciwko An-Nassr (3:2).

### FK Bodø/Glimt
17 sierpnia 2021 podpisał kontrakt z klubem FK Bodø/Glimt. Zadebiutował 19 sierpnia 2021 w meczu kwalifikacji do Ligi Konferencji Europy UEFA przeciwko FK Žalgiris Wilno (2:2). W Eliteserien zadebiutował 22 sierpnia 2021 w meczu przeciwko Kristiansund BK (3:0), w którym zdobył hat tricka. 16 września 2021 zadebiutował w fazie grupowej Ligi Konferencji Europy UEFA w meczu przeciwko Zorii Ługańsk (3:1), w którym zdobył pierwszą bramkę w tych rozgrywkach.

## Statystyki
(aktualne na dzień 17 lipca 2023)
| Klub               | Sezon              | Liga                      | Liga  | Liga   | Puchar kraju | Puchar kraju | Europa | Europa | Suma  | Suma   |
| Klub               | Sezon              | Liga                      | Mecze | Bramki | Mecze        | Bramki       | Mecze  | Bramki | Mecze | Bramki |
| ------------------ | ------------------ | ------------------------- | ----- | ------ | ------------ | ------------ | ------ | ------ | ----- | ------ |
| Bærum SK           | 2012               | OBOS-ligaen               | 25    | 6      | 1            | 0            | –      | –      | 26    | 6      |
| Bærum SK           | 2013               | 2. divisjon               | 25    | 17     | 2            | 1            | –      | –      | 27    | 18     |
| Bærum SK           | 2014               | OBOS-ligaen               | 18    | 10     | 2            | 1            | –      | –      | 20    | 11     |
| Bærum SK           | Ogólnie            | Ogólnie                   | 68    | 33     | 5            | 2            | 0      | 0      | 73    | 35     |
| Lillestrøm SK      | 2014               | Eliteserien               | 7     | 0      | 1            | 0            | –      | –      | 8     | 0      |
| Lillestrøm SK      | 2015               | Eliteserien               | 13    | 0      | 2            | 3            | –      | –      | 15    | 3      |
| Lillestrøm SK      | Ogólnie            | Ogólnie                   | 20    | 0      | 3            | 3            | 0      | 0      | 23    | 3      |
| Mjøndalen IF       | 2015               | Eliteserien               | 11    | 2      | 1            | 0            | –      | –      | 12    | 2      |
| Mjøndalen IF       | 2016               | OBOS-ligaen               | 31    | 8      | 2            | 3            | –      | –      | 33    | 11     |
| Mjøndalen IF       | 2017               | OBOS-ligaen               | 31    | 20     | 4            | 2            | –      | –      | 35    | 22     |
| Mjøndalen IF       | Ogólnie            | Ogólnie                   | 73    | 30     | 7            | 5            | 0      | 0      | 80    | 35     |
| Strømsgodset IF    | 2018               | Eliteserien               | 25    | 2      | 7            | 2            | –      | –      | 32    | 4      |
| Strømsgodset IF    | 2019               | Eliteserien               | 14    | 2      | 2            | 2            | –      | –      | 16    | 4      |
| Strømsgodset IF    | Ogólnie            | Ogólnie                   | 39    | 4      | 9            | 4            | 0      | 0      | 48    | 8      |
| Kristiansund BK    | 2019               | Eliteserien               | 10    | 8      | 0            | 0            | –      | –      | 10    | 8      |
| Kristiansund BK    | 2020               | Eliteserien               | 29    | 25     | 0            | 0            | –      | –      | 29    | 25     |
| Kristiansund BK    | Ogólnie            | Ogólnie                   | 39    | 33     | 0            | 0            | 0      | 0      | 39    | 33     |
| Damac FC           | 2020/21            | Saudi Professional League | 12    | 2      | 0            | 0            | –      | –      | 12    | 2      |
| Damac FC           | Ogólnie            | Ogólnie                   | 12    | 2      | 0            | 0            | 0      | 0      | 12    | 2      |
| FK Bodø/Glimt      | 2021               | Eliteserien               | 15    | 6      | 0            | 0            | 8      | 2      | 23    | 8      |
| FK Bodø/Glimt      | 2022               | Eliteserien               | 27    | 25     | 2            | 1            | 17     | 8      | 46    | 34     |
| FK Bodø/Glimt      | 2023               | Eliteserien               | 15    | 13     | 6            | 2            | 2      | 0      | 23    | 15     |
| FK Bodø/Glimt      | Ogólnie            | Ogólnie                   | 57    | 44     | 8            | 3            | 27     | 10     | 92    | 57     |
| Ogólnie w karierze | Ogólnie w karierze | Ogólnie w karierze        | 308   | 146    | 32           | 19           | 27     | 10     | 367   | 175    |

## Sukcesy

### Bærum SK
- Mistrzostwo 2. divisjon (1×): 2013

## Życie prywatne
Pellegrino urodził się w Drammen, w Norwegii. Jest pochodzenia tanzańskiego.